# Ефект Мьоллера-Фокера
«Ефект Мьоллера-Фокера» (англ. The Müller-Fokker Effect) — науково-фантастичний роман Джона Слейдека, що побачив світ 1970 року. У США тривалий період часу не друкувався, у 1973 році вийшов у видавництві «Pocket Books». Перевидання здійснили Carroll & Graf у 1990 році. Назва роману — каламбур з англійського лайливого слова (англ. motherfucker), а сама книга пронизана різноманітною грою слів.

## Сюжет
Події роману розгортаються «десь у недалекому майбутньому» відносно 1970-х років. Боб Шейрп — державний працівник проєкту, в якому індивідуальні якості людини можуть зберігатися як комп'ютерні дані — на плівках Мьоллера-Фокера.
Ці м'які стрічки на котушках які намотуються, рожевого кольору, можуть зберігати особистість людини на чотирьох стрічках. Людей, записаних на стрічки, можна відновити, кодуючи дані стрічок у вірус та інфікуючи когось цим вірусом (див. завантаження свідомості). Зрозуміло, що й цю людину доведеться «прикріпити», після чого розпочинається «програвання» персони.
Боб Шейрп записується для тестових цілей на стрічки, проте трапляється аварія, й стілець, на якому він сидить, вибухає, руйнуючи його тіло. Його можна воскресити лише за допомогою стрічок.
Ця дещо традиційна науково-фантастична передумова є чимось на зразок Макгафіна, оскільки інші головні герої роману борються за володіння стрічкою Мьоллера-Фокера у численних підсюжетах, які сатиризують різні провідні сили в Америці 1970-х, включаючи військових, євангелістів, чоловічі журнали та радикальні антикомуністичні групи, такі як Товариство Джона Берч. Роман також зосереджується на паралелях між правою політикою часів Слейдека та нацизмом: один головний герой фактично базується на Адольфа Гітлера, переробленому як напівграмотний американський расист, одержимий афроамериканцями.

## Відгуки
Редактор «Локуса» Чарльз Н. Броун назвав «Ефект Мьоллера-Фокера» «романом чорного гумору типу Воннеґута, який починається дуже добре, але тривав занадто довго з занадто сильним забиттям». Однак, він зазначив, що «перші 100 сторінок ромну читаються прекрасно». Оглядач «Аналога» П. Шуйлер-Міллер зазначив, що «це як фарси Рона Гуларта, лише у більш передовому вигляді — скажімо, Гуларт запрограмований стрічкою Свіфта». Однак у 1970 році публічні відгуки щодо роману в пресі були незначними, і Слейдек припинив писати науково-фантастичні романи того десятиліття..

## У популярній культурі
У серії коміксів «Камелот 3000» можна побачити, як один з персонажів читає цей роман.

## Деякі факти
- В оригінальній передмові книги написано: «Це, і лише це, є справжнім романом сучасності. Прийміть ніяких наслідувань».
- Президентом США, хоча й у сатиричному контексті, є Рональд Рейган, було вдалим передбаченням автором майбутнього.
- Обкладинка французького перекладу книги, опублікованої виданнями Opta, містить зображення героя коміксу «Людина-павук», який стріляє героїном[4].